# Jean Colbe
Pour les articles homonymes, voir Cölbe.
Jean Colbe est un photographe français né à Paris le 15 avril 1929 et mort à Saint-Denis le 25 avril 2014,,. Il a surtout été actif à La Réunion durant les décennies qui suivent la Seconde Guerre mondiale.
Il s'y installe sur l'invitation de Fernand Cazal, fondateur du Journal de l'île de La Réunion, qui le recrute comme technicien-photographe (photograveur et reporter-photographe) : arrivé le 31 décembre 1949 à La Réunion, il participe à l'édition du premier numéro du journal, qui paraît le 31 août 1951, et demeure cinq ans le photographe du journal. Il crée en 1956 le magasin de photographie Studio Colbe Photo Ciné, installé à partir de novembre 1961 sur la place du Barachois à Saint-Denis.
Ses clichés sont aujourd'hui considérés comme des témoignages précieux de la vie quotidienne sur l'île entre les années 1950 et 1970. Une sélection d'entre eux a été publiée  par l'historien Daniel Vaxelaire sous le titre Jean Colbe, l'œil du témoin aux éditions Orphie en 2004. Le fonds Jean Colbe a été utilisé pour l'exposition réalisée en 2011 par les Archives départementales de La Réunion : Jean Colbe photographe : la modernité des années soixante.
L'ensemble du fonds photographique, constitué de reportages, est déposé aux Archives départementales de La Réunion, et valorisé dans le cadre de l'Iconothèque historique de l'océan Indien.